# Dariusz Wolski
Dariusz Adam Wolski (1956) é um diretor de fotografia polonês. 
Wolski nasceu em Varsóvia, Polônia. Estudou na Escola de Cinema Nacional de Łódź. Mudou-se para os Estados Unidos em 1979, onde trabalhou como assistente de produção e assistente de câmera em produções estudantis da Universidade de Columbia. Foi depois trabalhar na BBC filmando documentários. Em 1986, Wolsk foi para Los Angeles e começou a trabalhar na MTV, filmando vários clipes musicais. Depois, ele filmou comerciais para a TV, antes de se tornar diretor de fotografia de cinema em 1991.
Destacam-se entre os filmes que ele trabalhou, Crimson Tide (1995), Pirates of the Caribbean: The Curse of the Black Pearl (2003), Pirates of the Caribbean: Dead Man's Chest (2006), Pirates of the Caribbean: At World's End (2007), Alice in Wonderland (2010) e Pirates of the Caribbean: On Stranger Tides (2011).

## Filmografia
- Romeo Is Bleeding (1993)
- The Crow (1994)
- Crimson Tide (1995)
- The Fan (1996)
- Dark City (1998)
- A Perfect Murder (1998)
- The Mexican (2001)
- Bad Company (2002)
- Pirates of the Caribbean: The Curse of the Black Pearl (2003)
- Hide and Seek (2005)
- Pirates of the Caribbean: Dead Man's Chest (2006)
- Pirates of the Caribbean: At World's End (2007)
- Sweeney Todd: The Demon Barber of Fleet Street (2007)
- Eagle Eye (2008)
- Alice in Wonderland (2010)
- The Rum Diary (2011)
- Pirates of the Caribbean: On Stranger Tides (2011)
- Prometheus (2012)